# Винницкая телемачта
Телевизионная мачта Винницы — самая высокая мачта трубчатого сечения в мире. Сохраняет устойчивость за счет двух рядов из трех поперечин, на которых крепятся поддерживающие тросы.

## История
Сооружена в 1961 году, в эксплуатации с 1963 года.

На момент постройки и до постройки в 1967 году Останкинской телебашни являлась самой высокой конструкцией в СССР.

До постройки в 1973 году Киевской телебашни была самой высокой конструкцией в УССР. С 1961 по 1965 год, а также с апреля 2010 года, когда был демонтирован верхний сегмент радиомачты Белмонт (Донингтон-он-Бэйн, Линкольншир, Англия), по настоящее время, Винницкая телебашня являлась и является самым высоким в мире сооружением трубчатой конструкции.

## Конструкция
Винницкая телемачта исполнена по адаптированному проекту ЦНИИПСК 1957 года, руководитель проекта Е. Н. Селезнёва.
Первой мачтой этого проекта стала Обнинская метеорологическая мачта 1958 года постройки.
Конструкция выполнена в виде стальной, поддерживаемой тросами, трубы диаметром 2.5 метра. Внутри трубы расположен лифт, который делает восемь остановок и поднимается на высоту 309 метров. Мачта имеет 2 уровня по 3 поперечины расположенных под углом 120 градусов по отношению друг к другу, на которых крепятся поддерживающие тросы. 

В 2001 году был разработан проект реконструкции мачты. На протяжении 2005—2009 годов были выполнены строительно-монтажные работы по замене металлоконструкций, ремонту узлов, механических деталей.

## Характеристики
- Общая высота 353 метра 25 см. (Собственная высота — 350 метров + антенны)
- Высота над уровнем моря — 300 метров
- Диаметр трубы — 2.5 метра
- Основание — 1.5 метра
- Нижняя точка крепления тросов — 77.5 метров
- Нижний ряд поперечин находится на высоте 155.5 метров. Размах поперечин — 121.5 метра
- Верхний ряд поперечин находится на высоте 233.5 метров. Размах поперечин — 98 метров
- Окончание трубы, верхняя точка крепления тросов и нижняя часть «шара» находятся на высоте 309 метров
- Фермерная часть заканчивается на высоте 330 метров
- Верхняя часть антенны и самой башни находятся на отметке 353,25 метра.

## Адрес
Украина, Винница, ул. Максимовича 23, мачта ВФКРРТ.